# Phytoseius crinitus
Phytoseius crinitus är en spindeldjursart som beskrevs av Swirski och Shechter 1961. Phytoseius crinitus ingår i släktet Phytoseius och familjen Phytoseiidae. Inga underarter finns listade i Catalogue of Life.